# 2013年世界田径锦标赛尼日利亚代表团
参加在 俄羅斯莫斯科举行的2013年世界田径锦标赛的尼日利亚代表团取得了一枚银牌和一枚铜牌，在奖牌榜上和荷兰、澳大利亚并列第22名。

## 获得的奖牌
| 奖牌 | 运动员            | 项目        |
| ---- | ----------------- | ----------- |
| 銀牌 | Blessing Okagbare | 女子跳远    |
| 銅牌 | Blessing Okagbare | 女子200米跑 |

## 引用
1. ↑  . 国际田联.   [2013-08-18]. （原始内容存档于2018-01-08）.（英文）